# Palazzo Pretorio
El Palacio Pretorio es un edificio histórico situado en el centro de la localidad italiana de Sovana. Se encuentra ubicado en la parte norte de la plaza del Pretorio.

## Historia
El palacio fue construido en época medieval, casi seguro entre finales del siglo XII y principios del siglo XIII se nombra en documentos que datan del año 1208.
El edificio mantuvo intacta su estructura original con ventanas hasta principios del siglo XV cuando, tras el asedio por parte de tropas de Siena, fue gravemente dañada. En la posterior reconstrucción, llevada a cabo entre 1413 y 1414, se modificaron ciertas partes que habían sido dañadas de forma irrecuperable.
Con el ingreso de Sovana en el Gran Ducado de Toscana en 1555, el uso original del palacio cambió, convirtiéndose en prisión hasta el siglo XVII.
A finales del siglo XVII, el complejo fue abandonado y cedido por la Casa de Lorena a la diócesis local, que lo fue restaurando las décadas posteriores.
Durante el siglo pasado, se utilizó de almacén, hasta su última restauración, en la que se convirtió en museo.

## Aspecto actual
El Palacio Pretorio es de planta rectangular, con una fachada principal que se abre hacia la parte sur de la plaza del Pretorio. Dispuesto en dos niveles, su principal característica son los bloques de toba que cubren totalmente sus paredes exteriores.
La esquina derecha de la fachada principal se apoya sobre una basamento, desde donde continúa la fachada del lado este, mientras que en el lado izquierdo, la fachada se ubica contra un pequeño edificio que la separa de la característica Logia del Capitán. La entrada principal, rectangular y con un pórtico arquitrabado, se abre en el lado derecho y cuenta con algunos escalones. La parte izquierda de la fachada se caracteriza por la presencia de un pórtico de entrada secundario arqueado. En la fachada, que hay entre los dos portales y las dos ventanas cuadrangulares que se abren hacia el entresuelo, hay nueve escudos de armas, pertenecientes a los capitanes y a los comisarios que históricamente han servido allí.
Dentro del palacio se encuentra el centro de visitantes del Parque Arqueológico del Tufo y el centro de documentación de la región. También en el interior, encontramos paredes enlucidas con algunos frescos de la escuela sienesa, datados entre finales del medievo y principios del Renacimiento.

## Otros Proyectos
- Wikimedia Commons alberga una categoría multimedia sobre Palazzo Pretorio.